# Dick Feagler
Richard Feagler (Cleveland, 29 de julho de 1938 – Cleveland, 1 de julho de 2018) foi um jornalista e dramaturgo norte-americano. 

## Carreira
Depois de frequentar a Universidade de Ohio, ele entrou para o jornalismo em 1963, escrevendo obituários para o Cleveland Prima. Em 1970 Dick começou uma característica normal da coluna que continuou até que a Prima fechou em 1982.
Ele morreu em 1 de julho de 2018, em Cleveland, Ohio.